# Општина Рогашка Слатина
Општина Рогашка Слатина (словен. Rogaška Slatina) је једна од општина Савињске регије у држави Словенији. Седиште општине је истоимени град Рогашка Слатина.

## Природне одлике
Рељеф: Општина Рогашка Слатина налази се у источном делу Словеније и погранична је ка Хрватској. Општина на северу обухвата планину Плешивец и јужне падине планинског предела Халоза и на југу долину горње Сутле.
Клима: У општини влада умерено континентална клима.
Воде: Најважнији водоток у општини је река Сутла, која протиче њеном јужном границом. Сви остали водотоци су мали и њене су притоке.

## Становништво
Општина Рогашка Слатина је густо насељена.

## Насеља општине
| - Брестовец - Брезје при Подплату - Велике Родне - Винец - Габровец при Костривници - Габрце - Градишки Дол - Древеник - Загај под Бочем - Згорња Костривница - Згорње Негоње | - Згорње Сечово - Згорњи Габерник - Ирје - Качји Дол - Каменце - Камна Горца - Мале Родне - Нимно - Плат - Подплат - Подтурн | - Приставица - Прнек - Рајнковец - Ратанска Вас - Рјавица - Рогашка Слатина - Сподња Костривница - Сподње Негоње - Сподње Сечово - Сподњи Габерник - Стрмец при Св. Флоријану | - Свети Флоријан - Текачево - Тополе - Тржишче - Тунцовец - Церовец под Бочем - Цесте - Чача Вас |